# Danya Kukafka
Danya Kukafka (* 1994 in Colorado, USA) ist eine US-amerikanische Schriftstellerin. Sie wuchs in Colorado auf, studierte in New York und lebt dort.

## Leben
Kukafka wuchs mit literarischen Einflüssen wie der Harry-Potter-Reihe auf, welche sie maßgeblich prägten und ihre Faszination für das Weltenschaffen weckten. Kukafka studierte an der Gallatin School of Individualized Study der New York University. Sie erlangte einen Abschluss im Bereich kreatives Schreiben, wo sie unter anderem von Colson Whitehead unterrichtet wurde. Ihr literarischer Durchbruch gelang ihr mit dem Roman Girl in Snow. Dieses Buch markierte den Beginn ihrer Karriere als Schriftstellerin, deren Werke sich durch eine Auseinandersetzung mit komplexen Charakteren und gesellschaftlichen Themen auszeichnen.

## Wirken
Kukafka etablierte sich rasch als eine innovative Stimme im Genre der Kriminalromane. Ihre Bücher können als kritische Kommentare zu Themen wie Gewalt, Rassismus und die Todesstrafe interpretiert werden. Kukafka hat sich die Neuinterpretierung des oft maskulin dominierte Krimi-Genres aus einer feministischen Perspektive und die Anregung gesellschaftlich relevanter Diskussionen zur Aufgabe gemacht. Kukafka nutzt zur Erforschung von Fragen über Schuld und des US-Rechtssystems eine vielschichtige Erzählstruktur und eine ungewöhnliche zweite Person.
Ihr Werk zeichnet sich durch eine unkonventionelle Herangehensweise an das Serienmörder-Narrativ aus, wie in ihrem zweiten Roman Notizen zu einer Hinrichtung (deutsch 2024) deutlich wird. Dieses Buch durchbricht die typischen Klischees des Genres, indem es den Fokus von der Figur des Killers auf die Lebensgeschichten der Frauen legt, die von seinen Taten betroffen sind. Angesprochen wird der Serienmörder in der zweiten Person Singular, was nach Auffassung von Maria Wiesner in der Frankfurter Allgemeinen das verurteilen des Täters durch den Leser vereinfache. Die Schwäche des Romanes sei laut Wieser, dass die Motive des Mörders bagatellisiert würden.

## Auszeichnungen
- 2018 Hearst Big Book Award in der Kategorie Good Housekeeping (Crime) für Girl in snow[6]
- 2023 Edgar Allan Poe Award in der Kategorie Best Novel für Notes on an Execution[7]

## Werke
- Girl in snow. A novel. Simon & Schuster, New York, NY 2017, ISBN 978-1501144387.
  - dt.: Girl in snow. btb Verlag, München 2018, ISBN 978-3-442-71660-9.
- Notes on an execution. A novel. William Morrow, New York, NY 2022, ISBN 978-0063236295.
  - dt.: Notizen zu einer Hinrichtung. Blumenbar, Berlin 2024, ISBN 978-3-351-05121-1.